# Krążowniki pancernopokładowe typu Matsushima
Krążowniki pancernopokładowe typu Matsushima (松島型防護巡洋艦 Matsushima-gata bōgojun’yōkan) – trzy okręty Marynarki Wojennej Imperium Japońskiego, zbudowane w latach 1888–1894. Japonia określiła je jako krążowniki obrony wybrzeża, mające być okrętami dość uniwersalnymi, użytecznymi w czasie, gdy Japonia rozbudowywała swe imperium. Jednym z założeń była możliwość walki tych okrętów z chińskimi pancernikami typu Dingyuan.
Projekt okrętów wykonał Francuz Louis Emile Bertin, który w tym celu przyjechał do Japonii w 1886 na trzyletni kontrakt (przedłużony później o rok; oprócz projektowania okrętów pracował przy rozwoju japońskiego przemysłu stoczniowego).
Plany rozbudowy floty japońskiej przewidywały budowę 6 pancerników, lecz ze względów finansowych ograniczono się do budowy 3 okrętów opancerzonych tylko wypukłym pokładem pancernym. Słabsze opancerzenie powodowało, że okręty były szybsze, a wyposażone w ciężką armatę mogły (zwłaszcza w zespole) walczyć z chińskim pancernikami.
Postanowiono o budowie 3 okrętów. 2 z nich („Itsukushima” oraz „Matsushima”) zostały zamówione we francuskiej stoczni Société Nouvelle des Forges et Chantiers de la Méditerranée w La Seyne-sur-Mer, zaś „Hashidate” został zbudowany w Yokosuce.
We Francji położono stępki w styczniu i lutym 1888, zaś w Japonii w sierpniu tegoż roku. Daty wodowania to: „Itsukushima” 18 lipca 1889, „Matsushima” 22 stycznia 1890 a „Hashidate” 24 marca 1891. „Itsukushima” weszła do służby 3 września 1891, „Matsushima” 5 kwietnia 1892, a „Hashidate” 26 czerwca 1894.
Wszystkie trzy okręty typu Matsushima w 1894 brały udział w bitwie u ujścia Jalu w trakcie wojny chińsko-japońskiej, a 1904-1905 w blokadzie Port Artur i bitwie pod Cuszimą w czasie wojny rosyjsko-japońskiej oraz ochraniały japońską inwazję na Sachalin.
„Matsushima” został zatopiony 1908 po przypadkowej eksplozji na redzie u wybrzeży Tajwanu, która spowodowała śmierć 207 z 350 członków załogi. „Itsukushima” został zezłomowany w 1926 a „Hashidate” w 1927. 

## Rozmiary
Wyporność okrętów wynosiła 4217 ton, długość na linii wodnej 91,81 m, szerokość maksymalna 15,6 m. Ze względu na kształt (typowy dla okrętów francuskich z tamtych czasów), z pochylonymi do wewnątrz burtami, szerokość na pokładzie głównym wynosiła 12,5 m. Zanurzenie 6,05 m. Poszycie stalowe o grubości 6–16 mm.
Załogę stanowiło 360-430 osób.

## Pancerz

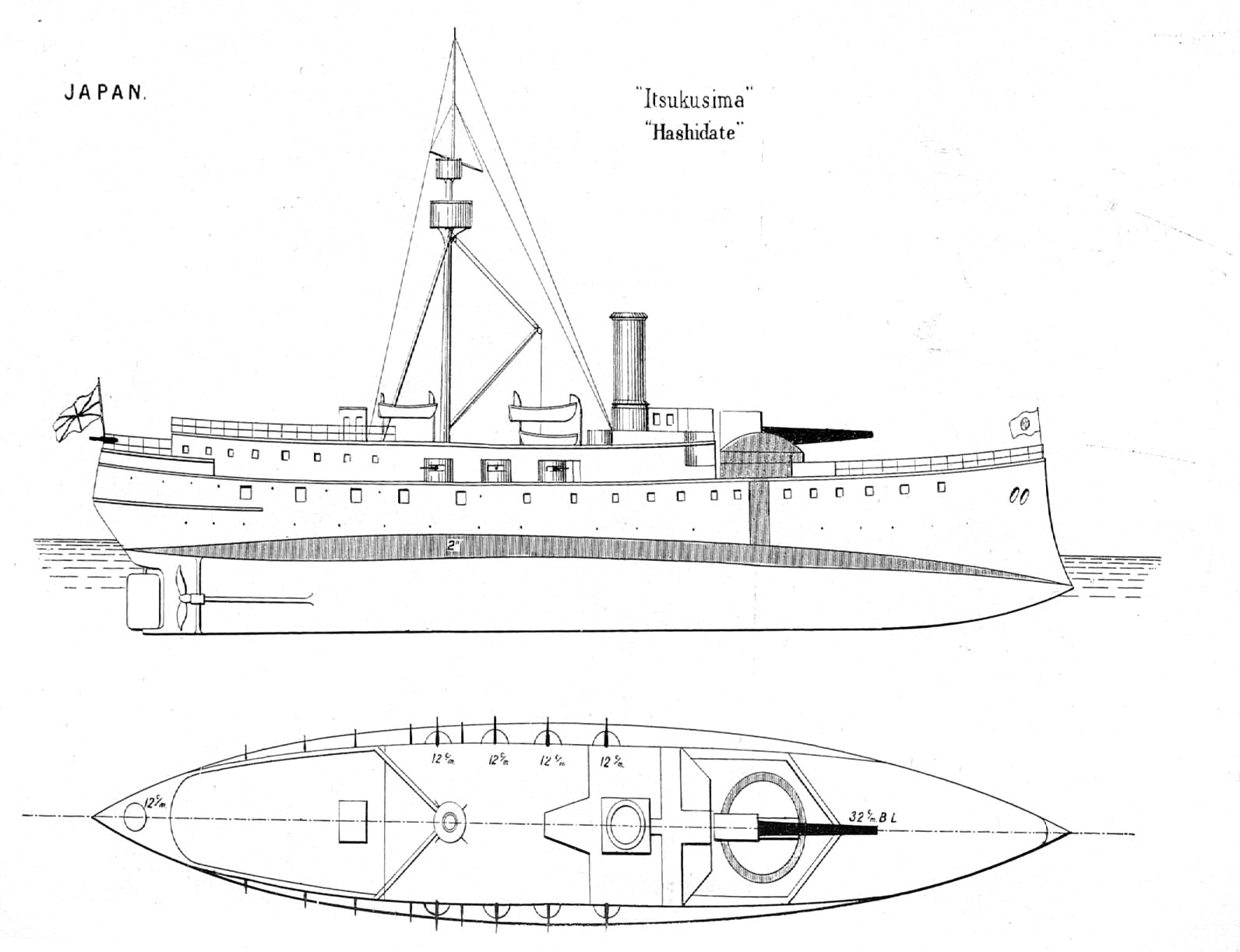
Schemat uzbrojenia i opancerzenia krążowników typu Matsushima.

Nad całym wnętrzem kadłuba był zamontowany pancerz wypukły. Składał się z 20 milimetrowych płyt utwardzonych metodą Harveya osadzonych na dwóch warstwach płyt 9 milimetrowych (według innych źródeł 10 mm). Całkowita grubość wynosiła więc 38 mm. Tak samo chronione były burty, tylko na wysokości maszynowni grubość wzrastała do 50 mm. Opancerzenie kończyło się 1,75 m pod linią wodną. Wieża głównego działa była osłonięta pancerzem o grubości 300 mm, zaś windy amunicyjne – 260 mm. Stanowisko dowodzenia chronione było pancerzem grubości 125 mm (35 mm na dachu).
Dodatkową ochronę kadłuba stanowiły przyburtowe koferdamy, wypełnione celulozą, chroniące kadłub na 2/3 jego długości.

## Uzbrojenie
Głównym uzbrojeniem była armata Caneta kalibru 320 mm, jedna z najpotężniejszych w owym czasie. Miała umożliwiać tym, stosunkowo niewielkim, jednostkom walkę z najpotężniejszymi przeciwnikami. Ze względu na ciężar, stosowano tylko jedną armatę na okręcie. Na „Matsushimie” działo to zostało zainstalowane na rufie, zaś na pozostałych jednostkach na dziobie.
Działo to miało zasięg 12 km, pocisk burzący ważył 350 kg, zaś przeciwpancerny 450 kg. Szybkostrzelność: 1 strzał na 5 minut (teoretyczna; praktycznie, ze względu na częste usterki, osiągano jeden wystrzał na godzinę). Na okręcie znajdowało się 60 pocisków do tego działa.
Pozostałe uzbrojenie to szybkostrzelne armaty systemu Armstronga 120 mm („Matsushima” 12 sztuk, pozostałe 11), armaty 57 mm („Matsushima” 5, pozostałe 6) oraz 12 pięciolufowych działek rewolwerowych systemu Hotchkissa kalibru 37 mm.
Na każdym okręcie były 4 wyrzutnie torpedowe kalibru 356 mm, z zapasem po 5 torped na wyrzutnię.
4 działka rewolwerowe były zamontowane na niższym marsie masztu bojowego. Wyższy mars przeznaczony był na stanowiska strzelców wyborowych.
Dziób miał pod wodą kształt taranu.

## Napęd
Napęd okrętu stanowiły dwie maszyny parowe potrójnego rozprężania, każda napędzająca jedną śrubę o średnicy 4,4 metra. Parę dostarczało 6 kotłów opalanych węglem. Cała siłownia zajmowała 4 przedziały wodoszczelne (2 dla silników i 2 dla każdych 3 kotłów).
Moc maksymalna (przy forsowaniu maszyn) wynosiła 5400 IHP zaś przy normalnej eksploatacji 3400 IHP. Pozwalało to na osiągnięcie maksymalnej prędkości 16,5 węzłów (prędkość normalna 15 w). W trybie oszczędnym (podwójnego rozprężania) prędkość spadała do 10 węzłów.
Zapas paliwa to 680 ton. Maksymalne zużycie (przy mocy 5400 HP) to 117,5 tony/dobę, ekonomiczne 44 tony/dobę.